# Mosiah Rodrigues
Mosiah Rodrigues (n. el 31 de agosto de 1981, en Porto Alegre) es un gimnasta artístico brasileño. Se inició en la disciplina a la edad de 9 años, y compitió por primera vez en un evento internacional dos años después. Su participación con la selección nacional empezó en 1997. Desde entonces ha contribuido en dos Juegos Panamericanos, específicamente en la competición de «barra horizontal», donde obtuvo medalla de bronce y de oro, en Santo Domingo 2003 y Río de Janeiro 2007 respectivamente, aportando en puntaje para que su selección obtuviera en ambos certámenes la presea de plata. Asimismo compitió en el Campeonato Sudamericano de Gimnasia Artística de 2011, llevado a cabo en Santiago de Chile, donde obtuvo oro en «arzones», plata en «barra» y bronce en «salto», cooperando en el oro obtenido por su selección en la categoría «por equipos».